# Stazione di Iwasawa
La stazione di Iwasawa (岩沢駅?, Iwasawa-eki) è una fermata ferroviaria della città di Kitakami, nella prefettura di Iwate della regione del Tōhoku, servita dai treni locali della linea Kitakami.

## Linee
East Japan Railway Company
■ Linea Kitakami

## Struttura
La fermata dispone di un piccolo fabbricato viaggiatori adibito a sala multifunzionale per la comunità del villaggio, primo di servizi ferroviari. L'unico binario è impiegato per entrambe le direzioni di marcia.

## Stazioni adiacenti
| «              | Servizio       | »              |
| Linea Kitakami | Linea Kitakami | Linea Kitakami |
| -------------- | -------------- | -------------- |
| Yokokawame     | Locale, Rapido | Waka-Sennin    |